# Izak van der Merwe
Izak van der Merwe (* 26. Januar 1984 in Johannesburg) ist ein ehemaliger südafrikanischer Tennisspieler.

## Karriere
Van der Merwe konnte drei Einzeltitel auf der Challenger Tour gewinnen sowie 14 weitere Titel im Doppel. Auf der ATP Tour erzielte er 2011 bei den SA Tennis Open sein bestes Resultat, als er mit einer Wildcard ausgestattet bis ins Halbfinale vorrücken konnte und erst dort gegen den Inder Somdev Devvarman unterlag. Bei Grand Slams konnte er sich lediglich in Wimbledon für das Hauptfeld qualifizieren, 2008 im Einzel und 2011 im Doppel. Ein anschließender Sieg gelang ihm nicht.
Van der Merwe war seit 2006 Mitglied des südafrikanischen Davis-Cup-Teams.

## Erfolge
| Legende (Anzahl der Siege)  |
| Grand Slam                  |
| ATP World Tour Finals       |
| ATP World Tour Masters 1000 |
| ATP World Tour 500          |
| ATP World Tour 250          |
| ATP Challenger Tour (17)    |

### Einzel

#### Turniersiege
| Nr. | Datum            | Turnier          | Belag         | Finalgegner   | Ergebnis       |
| --- | ---------------- | ---------------- | ------------- | ------------- | -------------- |
| 1.  | 7. August 2010   | Campos do Jordão | Hartplatz     | Ricardo Mello | 7:66, 6:3      |
| 2.  | 16. April 2011   | Johannesburg     | Hartplatz     | Rik De Voest  | 6:72, 7:5, 6:3 |
| 3.  | 6. November 2011 | Charlottesville  | Hartplatz (i) | Jesse Levine  | 4:6, 6:3, 6:4  |

### Doppel

#### Turniersiege
| Nr. | Datum             | Turnier        | Belag         | Partner            | Finalgegner                           | Ergebnis                |
| --- | ----------------- | -------------- | ------------- | ------------------ | ------------------------------------- | ----------------------- |
| 1.  | 7. April 2007     | Tallahassee    | Hartplatz     | Wesley Whitehouse  | John Paul Fruttero Mirko Pehar        | 6:3, 6:4                |
| 2.  | 2. März 2008      | Wolfsburg      | Teppich (i)   | Carsten Ball       | Richard Bloomfield Ken Skupski        | 7:65, 6:3               |
| 3.  | 10. Mai 2008      | Tunica Resorts | Sand (i)      | Vladimir Obradović | Ryler DeHeart Todd Widom              | 7:65, 6:4               |
| 4.  | 2. August 2009    | Belo Horizonte | Hartplatz     | Márcio Torres      | Juan-Pablo Amado Eduardo Schwank      | kampflos                |
| 5.  | 25. Juli 2010     | Lexington      | Hartplatz     | Raven Klaasen      | Kaden Hensel Adam Hubble              | 5:7, 6:4, [10:6]        |
| 6.  | 10. Oktober 2010  | Sacramento     | Hartplatz     | Rik De Voest       | Nicholas Monroe Donald Young          | 4:6, 6:4, [10:7]        |
| 7.  | 14. November 2010 | Knoxville      | Hartplatz (i) | Rik De Voest       | Alex Bogomolow Alex Kuznetsov         | 6:1, 6:4                |
| 8.  | 20. November 2010 | Champaign (1)  | Hartplatz (i) | Raven Klaasen      | Ryler DeHeart Pierre-Ludovic Duclos   | 4:6, 7:612, [10:4]      |
| 9.  | 8. Mai 2011       | Savannah       | Sand          | Rik De Voest       | Sekou Bangoura Jesse Witten           | 6:3, 6:3                |
| 10. | 17. Juli 2011     | Bogotá         | Sand          | Treat Conrad Huey  | Juan Sebastián Cabal Robert Farah     | 7:63, 6:75, [7:2] Disq. |
| 11. | 24. Juli 2011     | Manta          | Hartplatz     | Brian Dabul        | Marcel Felder Daniel Garza            | 6:1, 6:72, [11:9]       |
| 12. | 19. November 2011 | Champaign (2)  | Hartplatz (i) | Rik De Voest       | Martin Emmrich Andreas Siljeström     | 2:6, 6:3, [10:4]        |
| 13. | 22. April 2012    | Sarasota       | Sand          | Johan Brunström    | Martin Emmrich Andreas Siljeström     | 6:4, 6:1                |
| 14. | 20. Mai 2012      | Fargʻona       | Hartplatz     | Raven Klaasen      | Sanchai Ratiwatana Sonchat Ratiwatana | 6:3, 6:4                |